# Serra de la Venta
La Serra de la Venta és una serra situada als municipis de Batea i Caseres a la Terra Alta, amb una elevació màxima de 526 metres.